# L’Chaim
L’Chaim (russisch Л'Хаим) ist ein russischer Stummfilm von 1911. Es war der älteste bekannte Film zu einem jüdischen Thema in Russland.

## Handlung
Ruchele wird von ihren Eltern genötigt, den reichen Matteus zu heiraten, obwohl sie den armen Schlomo liebt. Nach zwei Jahren verlässt sie ihren Mann mit dem kleinen Kind und geht mit Schlomo davon.

## Hintergründe
L’Chaim war einer der frühen Stummfilme der russischen Niederlassung der französischen Filmgesellschaft Pathé Frères. Die Regisseure waren Maurice-André Maitre und Kai Hansen, die Schauspieler kamen von verschiedenen Moskauer Theatern. Lediglich bei Maria Reisen ist eine jüdische Herkunft bekannt.
Der Film richtete sich mit seinem hebräischen Titel L’Chaim, dem verbreitetsten jüdischen Trinkspruch, gezielt an ein jüdisches Publikum. Die Handlung stammte aus einer Novelle von David Pinski, wie in dem späteren Film Zajn wajbs man.
Die Erstaufführung war am 4. Januar 1911 in Moskau.
Alle weiteren Filme der beiden Regisseure in Russland behandelten russische Themen.
Der älteste Stummfilm mit jüdischen Darstellern war A briwele der mamen von A. M. Smolenski mit seinem jiddischen Theater in Minsk im September 1911, ein weiterer war Der vilder foter von Andrzej Marek in Warschau in demselben Jahr.
Der Film L’Chaim ist ohne Zwischentitel erhalten.